# Ozicrypta filmeri
Ozicrypta filmeri là một loài nhện trong họ Barychelidae. Loài này phân bố ờ Queensland.